# Hercostomus turanicola
Hercostomus turanicola är en tvåvingeart som beskrevs av Stackelberg 1949. Hercostomus turanicola ingår i släktet Hercostomus och familjen styltflugor. Inga underarter finns listade i Catalogue of Life.